# Albaricoque (Atacama)
Albaricoque, o El Albaricoque, es una localidad rural chilena ubicada en la provincia del Huasco, Región de Atacama. De acuerdo a su población es una entidad que tiene el rango de  caserío. Se encuentra localizada al interior del Valle de El Tránsito.

## Historia
Los antecedentes históricos de este poblado son escasos. Sin embargo, su nombre se en el árbol frutal que se fue introducido al valle de El Tránsito.
De acuerdo a la tradición oral, los dirigentes indígenas se reunían en torno a un viejo algarrobo que aún existe.
Hay además antiguas construcciones de adobe y base de piedra junto a un predio que guarda algunos árboles exóticos para el área, como una palma chilena, tamarindos y otros que habrían sido cultivados por un conocido botánico del valle que adquirió este predio.
Para 1899 esta localidad era un paraje.

Albaricoques.-—Paraje de unos pocos habitantes, que se halla en la serranía del departamento de Vallenar, cerca de la aldea de la Pampa de este mismo.
 Francisco Astaburuaga, 1899

## Turismo
La localidad de Albaricoque constituye un punto de referencia para muchos visitantes que realizan excursiones a la cordillera.

## Accesibilidad y Transporte
La localidad de Albaricoque se ubica a XX km al interior del poblado de Conay, XX del tránsito y XX de Alto del Carmen capital de la comuna.
Existe transporte público a través de buses de rurales desde el terminar rural del Centro de Servicios de la Comuna de Alto del Carmen, ubicado en calle Marañón 1289, Vallenar.
Si viaja en vehículo propio, no olvide cargar suficiente combustible en Vallenar antes de partir. No existen puntos de venta de combustible en la comuna de Alto del Carmen.
A pesar de la distancia, es necesario considerar un tiempo mayor de viaje, debido a que la velocidad de viaje esta limitada por el diseño del camino. Se sugiere hacer una parada de descanso en el poblado de El Tránsito o en Alto del Carmen para hacer más grato su viaje.
El camino hasta Albaricoque (Ruta C-495) es transitables durante todo el año, sin embargo es necesario tomar precauciones en invierno debido a las lluvias y caída de nieve. Se sugiere informarse bien de las condiciones climáticas en el invierno o en periodos que la cordillera de Atacama se afecta muy eventualmente por el invierno altiplánico.

## Alojamiento y alimentación
En la comuna de Alto del Carmen existen pocos servicios de alojamiento formales en Alto del Carmen y en Chanchoquín Grande, se recomienda hacer una reserva con anticipación. En Albaricoque no existen servicios de alojamiento.
En las proximidades no hay servicios de campin, sin embargo se puede encontrar algunos puntos rurales con facilidades para los campistas en los alrededores de Albaricoque.
Los servicios de alimentación son escasos, existiendo en Alto del Carmen, Chanchoquín Grande y en el tránsito algunos restaurantes. En Albaricoque no existen servicios de restaurantes.
En muchos poblados como en  Los Tambos, Conay y Chollay hay pequeños almacenes que pueden facilitar la adquisición de productos básicos durante su visita.

## Salud, conectividad y seguridad
En la localidad de Albaricoque hay servicio de electricidad y red de agua potable rural.
En el sector de Albaricoque existe una estación meteorológica de la Dirección General de Aguas, con datos desde el año 1999 a la fecha, y que permite establecer una precipitación media anual de 62,8 mm para el sector.
Próximo a Albaricoque, en el poblado de Conay existe un puesto fronterizo de Carabineros de Chile que controla los vehículos que suben por la ruta C-495 y una Posta Rural dependiente del Municipio de Alto del Carmen.
En Albaricoque no hay servicio de teléfonos públicos rurales. Tampoco hay señal para teléfonos celulares.
El Municipio cuenta con una red de radio VHF en toda la comuna en caso de emergencias incluidos Los Tambos, Conay y Chollay.